# 13982 Тунберг
13982 Тунберг (13982 Thunberg) — астероїд головного поясу, відкритий 2 вересня 1992 року.
Тіссеранів параметр щодо Юпітера — 3,254.
Названо на честь Карла Петера Тунберга (швед. Carl Peter Thunberg, 1743—1828) — шведського вченого-натураліста.